# 디지털세
디지털세(digital tax) 또는 인터넷세(Internet tax)는 인터넷 기반 서비스에 부과되는 세금이다. 많은 관할권에서 인터넷세를 도입했으며 다른 국가에서는 주로 디지털 경제 내에서 운영되는 다국적 기업의 성공적인 조세회피의 결과로 이를 고려하고 있다. 인터넷세는 페이스북, 구글, 아마존, 에어비앤비, 우버 등의 미국 기업을 주요 대상으로 삼고 있다. OECD는 삼성, 현대등 한국 재벌 대기업들도 디지털세 타겟임을 분명히 하고 있다.
2019년 기준 프랑스, 이탈리아(3%), 체코(7%) 등 여러 국가에서 다양한 인터넷 세법을 통과시켰다.
다국적정보기술기업(information& communication technology, ICT)의 시장 소재지의 위치와 관계없이 기업 매출에 따라 세금을 부과하는 법인세이다.

## 유래
디지털세는 ICT다국적기업의 조세 감면 및 회피를 막기위한 방법으로 떠올랐는데, 다국적기업들은 오랜기간 법인세율이 낮은 국가에 자신들의 자회사를 설립한 뒤 그 자회사에 본인들의 이윤을 몰아주는 형식으로 법인세를 감면 및 회피했다는 논란에 휩싸였다. 구글의 경우 한국에서만 약 5조원의 매출이 추정되지만 한국에는 200억 정도의 세금을 납부한다는 주장이 있다. 삼성, SK, LG, 현대 등 한국 재벌 대기업들은 9년간 36조원을 케이만군도, 버진아일랜드, 버뮤다, 바하마, 리히텐슈타인 등 해외의 조세 회피처로 빼돌렸다. 2025년 2월 베트남은 삼성전자에 4300억, LG전자에 500억의 세금을 추징했다. 이렇게 수많은 기업들의 꼼수로 OECD에선 연간 2400억달러의 조세회피액이 발생한 것으로 파악했으며, 최근 급부상한 디지털 경제에 따라 조세피난처에 이윤을 넘겨 조세회피가 손쉽게 이루어졌다는 점을 큰 문제로 삼았다. 이에 따라 OECD의 국가들은 BEPS(Base Erosion and Profit Shifting) 프로젝트를 중심으로 디지털세 도입을 추진하고 있다.
2018년 3월 21일 EU 집행위원회는 글로벌 디지털 기업의 유럽 내 매출에 대해 세금을 부과하는 일명 “디지털세(Digital Tax)”에 대한 구체적인 법안을 발표하면서 공정과세 원칙을 강조했다.
- 이 법안은 크게 법인세 개혁을 통한 디지털세와 임시 디지털 서비스세로 구분된다.
- 비전통적인 디지털 기업들의 시가총액이 빠르게 증가하고 있는 상황에서 기존의 법인세 체계로 디지털 기업들의 과세소득 산정에 한계가 있으며, 결과적으로 디지털 기업들은 전통적인 제조기업들과 비교할 때 매우 낮은 수준의 법인세율을 적용받고 있다.
▶ EU 집행위의 법인세 개혁을 통한 디지털세는 기존의 법인세 제도와 디지털 경제하에서의 비즈니스 모델과의 괴리를 지적하며, 디지털 비즈니스 모델을 반영한 법인세 법안을 제시했다.
- 이 법안은 고정사업장을 기준으로 과세하는 기존 법인세 체계에 디지털 비즈니스 모델이 적용될 수 있도록 ‘주요 디지털 사업장(significant digital presence)’ 개념을 추가함으로써 과세대상을 확대했다.
- EU 역내에 위치한 주요 디지털 사업장이 제공하는 디지털 서비스 공급 수익, 사용자 수, 디지털 서비스에 대한 계약건수 등을 기준으로 확대된 과세대상에 디지털세가 부과됐다.
- 회원국들은 2019년 12월 31일까지 법인세 개혁을 통한 디지털세의 국내법적 절차를 마무리하고, 2020년 1월 1일부터 이를 적용해야 한다.
▶ 한편 EU 집행위는 법인세 개혁을 통한 디지털세가 도입될 때까지 공정과세 차원에서 3% 세율로 임시 디지털 서비스세(DST: Digital Service Tax)를 부과할 계획이다.
- 디지털 서비스세 과세대상 기업은 연간 총수익이 7억 5천만 유로를 상회하고 EU 역내에서 5천만 유로 이상의 수익을 올리는 기업이다.
- EU 집행위에 따르면, 임시 디지털 서비스세를 통해 연간 50억 유로의 추가 세수가 발생할 것으로 전망된다.
▶ 디지털세를 통해 조세회피와 불공정 정부보조에 대한 강력한 법집행 의사를 밝힌 EU 집행위와 달리, 일부 회원국들은 물론 OECD와 같은 국제기구도 우려를 표현하고 있어 실제 발효까지는 일정 시간이 소요될 것으로 전망된다.
- 임시 디지털 서비스세의 발효를 위해서는 28개 EU 회원국 모두 동의해야 하지만, EU 집행위와 프랑스, 이탈리아, 스페인은 디지털세 도입을 강하게 찬성하는 반면, 아일랜드, 네덜란드, 룩셈부르크 등은 강하게 반대하고 있어 이해가 상충되는 부문에서 어떠한 협상이 이루어지느냐에 따라 발효시기가 결정될 것이다.
▶ EU의 디지털세 주요 내용은 글로벌 공조를 위한 G20 및 OECD 회의에서 우리 정부의 정책 입장과 전략을 수립하는 데 시사하는 바가 크며, 향후 양국간 관련 분야의 정부 및 전문가 간 협의를 통해 글로벌 디지털세 도입 논의에 적극적으로 대응할 예정이다.

## BEPS(Base Erosion and Profit Shifting)
BEPS(Base erosion and profit shifting)는 세금 납부를 피하기 위해 세금 규칙의 격차와 불일치를 이용하는 다국적 기업이 사용하는 세금 계획 전략을 말한다. 2012년 7월 G20 지도자회의에서 발표한 선언문의 말미에 BEPS 방지의 필요성을 명백히 언급하였고, 이후 2012년 11월 G20 재무장관회의의 공식선언에서도 OECD 의 BEPS 연구에 대한 공식적인 지지를 담는다고 하였다. BEPS는 총 15개의 조치로 이루어져 있으며 그 중엔 디지털화로 인한 세금문제, 다국적기업의 통제, 이자 공제 제한, 조세 조약 남용 금지 등의 조항등을 담고 있다.
BEPS는 전통적인 조세 회피 기법을 통해 기업들이 법인세를 회피하거나 이전하는 문제를 해결하기 위해 개발되었다. 기업은 법인세 회피를 위해 수익을 저세율 국가로 이전시키거나, 인공적으로 이익을 이전시키는 등의 방법을 사용할 수 있다. 이로 인해 국가들은 공정한 조세 징수에 어려움을 겪고, 경제적인 손실을 입게 된다.
BEPS는 이러한 문제에 대응하기 위해 다양한 조치를 제안하고 있다.
주요 조치는 다음과 같다
1. 국제적인 조세 기준 강화: 기업들이 이익을 이전시키거나 회피하는 것을 방지하기 위해 국제적인 조세 규칙을 개선하고 강화한다.
2. 국가간 정보 공유 강화: 국가들 간에 법인세 관련 정보를 주고받을 수 있는 체계를 구축하여, 이익 이전 및 회피에 대한 감시와 대응을 강화한다.
3. 투자 파생 제품 조세 회피 방지: 투자 파생 제품에 대한 조세 회피를 막기 위해 규제와 감독을 강화한다.
4. 현금 플로우 조정: 관련 국가들 간의 현금 플로우를 통제하여 이익 이전과 회피를 억제한다.

BEPS는 2013년에 시작된 프로젝트로, 현재까지 많은 국가들이 BEPS 조치를 수용하고 관련 규제를 강화하고 있다. 이를 통해 기업의 조세회피와 이익 이전을 방지하고, 세금 징수의 투명성과 공정성을 증진하려는 목표를 추구하고 있다.

## BEPS 조치들

### 디지털화로 인한 세금문제
디지털화로 인한 세금 문제는 다양한 측면에서 발생한다. 여기에는 혼성 불일치 거래, 다국적 기업의 통제, 이자 공제 제한, 유해 조세 관행, 조세 조약 남용 방지, 고정사업장 성립의 인위적 회피 방지, 무형 자산, 위험과 자본, 기타 고위험 거래, BEPS 데이터 분석, 의무 규칙 공개, 국가별 보고, 상호 합의 절차, 다자간 협약 기구 체결 등이 포함된다. 이러한 문제들을 해결하기 위해 국제적인 협력과 규제 개혁이 필요하다.

### 혼성 불일치 거래
혼성 불일치(Hybrid Mismatch) 문제는 다양한 국가의 세금 제도나 법적 구조를 이용하여 다중 세금 효과를 창출하는 경우를 말한다. 이는 기업이 서로 다른 국가 간에 상이한 세금 처리 규칙을 이용하거나 이중 세금 공제(dual deduction)를 활용하는 등의 방법으로 법인세를 회피하거나 중복으로 공제를 받는 현상을 의미한다.
예를 들어, 한 기업이 국가 A에서는 지출을 공제받을 수 있고 국가 B에서는 해당 지출을 이중으로 공제받을 수 있는 구조를 활용하는 경우 혼성 불일치 문제가 발생한다. 이로 인해 기업은 두 국가에서 세금을 회피하거나 중복으로 혜택을 받게 되어 경제적 이익을 얻을 수 있게 된다.
혼성 불일치 문제는 국가 간의 세금 처리 규칙의 불일치나 간극을 이용하는 것으로 발생하며, 이는 기업이 법인세를 회피하거나 혜택을 얻는 결과를 초래할 수 있다. 이러한 문제를 해결하기 위해 국제적인 협력과 규제 개혁이 필요하며, 현재 OECD와 G20 등이 이를 해결하기 위한 BEPS 프로젝트를 추진하고 있다.

### 다국적 기업의 통제
다국적 기업의 통제는 국제적인 법인세 회피와 이익 이전을 막기 위한 조치를 촉진하는 것을 의미한다. 다국적 기업은 여러 국가에 걸쳐 사업을 영위하고 이익을 창출하므로, 법인세를 회피하거나 이익을 저세율 국가로 이전시키는 등의 방법을 통해 세금 부담을 줄이기 위한 시도를 할 수 있다.
다국적 기업의 통제를 위한 주요 노력은 다음과 같다:
1. 국제적인 협력과 규제 개선: 국제 사회는 법인세 회피와 이익 이전에 대한 대응을 위해 협력을 강화하고, 국제적인 규제와 표준을 개선하려고 한다. 이를 통해 국가 간의 세금 회피를 억제하고 공정한 조세 체계를 구축하고자 한다.
2. BEPS 프로젝트: 베이스 E로저션스 앤드 프로핏 쉐어링(Base Erosion and Profit Shifting, BEPS)는 OECD와 G20 국가들이 함께 추진하는 프로젝트로, 기업의 이익 이전과 법인세 회피를 막기 위한 국제적인 조치를 촉진한다. BEPS는 다국적 기업의 이익 분배, 부가가치 창출 위치, 이익 이전 가격 조정 등을 조사하고 규제를 개선하는 방안을 제시한다.
3. 국가 간 정보 공유와 협력 강화: 다국적 기업의 조세 회피와 이익 이전을 감시하고 대응하기 위해 국가들 간에 정보를 주고받는 체계를 구축하고, 협력을 강화하는 노력이 이루어지고 있다.
4. 국가별 법적 규정 강화: 다국적 기업의 조세 회피와 이익 이전을 막기 위해 각 국가는 법적인 규정을 개선하고 강화하는 조치를 취하고 있다. 이는 국내 법령에서 이익 이전을 감시하고 제한하는 조항을 포함시키는 등의 방법으로 이루어진다.

다국적 기업의 통제는 공정한 조세 징수를 실현하고 국가 간의 조세 경쟁과 불평등을 해소하기 위한 중요한 과제이다. 이를 위해 국제적인 협력과 규제 개선이 필요하며, 다양한 국제 조세 협약과 이니셔티브가 추진되고 있다.

### 이자 공제 제한
이자 공제 제한은 기업이 이자 비용을 법인세 공제로 활용하는 것에 대한 규제이다. 기업은 자신이 대출을 받거나 채권을 발행하여 이자 비용을 지불하는 경우, 이 이자 비용을 법인세 신고서에서 공제로 인정받을 수 있다. 이러한 이자 공제는 기업의 순이익을 감소시키고 세금 부담을 경감시키는 효과가 있다.
이자 공제 제한은 이러한 이자 공제를 제한하거나 조절하여 법인세 회피를 방지하고 세금 기반의 공정성을 유지하기 위한 조치이다. 일반적으로 이자 공제 제한은 다음과 같은 방식으로 이루어진다:
1. 법인세 공제 한도 설정: 국가는 법인세 신고서에서 이자 비용 공제의 한도를 설정할 수 있다. 이를 통해 기업의 이자 비용에 대한 공제를 일부나 전부 제한할 수 있다.
2. 비율 기준 제한: 이자 공제를 받을 수 있는 비율을 제한하는 방식이다. 예를 들어, 국가는 이자 비용의 일부만을 공제로 인정하거나, 이자 비용에 대한 일정 비율 이상의 공제를 제한하는 조치를 취할 수 있다.
3. 특정 조건 부여: 이자 공제를 받기 위해서는 특정 조건을 충족해야 하는 경우도 있다. 예를 들어, 대출이 사업에 직접적으로 사용되어야 하거나, 이자가 지급된 국가에서 법인세를 납부해야 하는 등의 조건을 부여할 수 있다.

이자 공제 제한은 기업이 이자 비용을 이용하여 법인세 부담을 감소시키는 행위를 제한하여 세금 회피를 방지하고 공정한 조세 체계를 확립하기 위한 조치이다. 이를 통해 국가는 법인세 수입을 보호하고 세금 기반의 공정성을 유지할 수 있다.

### 유해 조세 관행
유해 조세 관행은 기업이 법적인 틈새를 이용하여 세금을 회피하거나 불공정한 조세 혜택을 얻는 행위를 말한다. 이는 법인세를 회피하거나 세금 부담을 최소화하기 위해 다양한 방법을 사용하는 다국적 기업이나 개인에 의해 이루어질 수 있다.
유해 조세 관행의 예시로는 다음과 같은 것들이 있다:
1. 세금 회피를 위한 세제 규모화: 기업이 세금을 회피하기 위해 세제의 복잡성을 이용하거나 법적 구멍을 활용하는 경우가 있다. 이를 통해 기업은 세금을 최소화하고 세금 부담을 회피할 수 있다.
2. 세금 피난처 이용: 기업이 세금 부담을 낮추기 위해 법인세율이 낮은 국가로 이전하거나 투자를 진행하는 경우가 있다. 이를 통해 기업은 세금 부담을 감소시키고 세율이 높은 국가보다 더 유리한 조건을 얻을 수 있다.
3. 이중 세금 회피: 기업이 국제적인 조세 구조를 활용하여 이중으로 세금을 회피하는 경우가 있다. 예를 들어, 다중 국가에서 발생한 이익에 대해 중복으로 과세되는 것을 회피하기 위해 다양한 구조를 사용할 수 있다.

유해 조세 관행은 세금 기반의 공정성을 해치고 세금 수입을 감소시키는 결과를 초래할 수 있다. 이에 대응하기 위해 국제적인 협력과 규제 개선이 필요하며, 다양한 국제 조세 협약과 이니셔티브가 추진되고 있다. 이를 통해 유해 조세 관행을 방지하고 공정한 세금 체계를 확립하는 것이 목표이다.

### 조세 조약 남용 방지
조세 조약 남용 방지는 국제적인 조세 조약을 이용하여 세금 회피를 목적으로 하는 행위를 방지하기 위한 노력을 말한다. 조세 조약은 국가 간의 세금 부담을 조정하고 이중 과세를 방지하기 위한 협정이다. 그러나 이러한 조세 조약이 잘못 이용되거나 오용되는 경우 세금 회피의 수단으로 활용될 수 있다.
조세 조약 남용 방지의 목적은 다음과 같다:
1. 공정한 조세 체계 유지: 조세 조약은 국가 간의 세금 부담을 조정하고 이중 과세를 방지하기 위한 목적을 가지고 있다. 조세 조약 남용 방지는 이러한 목적을 지키며 공정한 조세 체계를 유지하기 위한 것이다.
2. 조세 회피 방지: 조세 조약은 법인세 회피와 같은 세금 회피를 방지하기 위한 목적을 가지고 있다. 조세 조약 남용 방지는 조세 조약을 이용하여 세금 회피를 목적으로 하는 행위를 방지하고 세금 기반의 공정성을 유지하는 것을 목표로 한다.

조세 조약 남용 방지를 위해 다음과 같은 노력이 이루어지고 있다:
1. 조세 조약 개선: 국제 사회는 조세 조약을 개선하고 강화하여 남용을 방지하고 세금 회피를 억제하려고 한다. 이는 조세 조약의 조항을 명확화하고 해석에 대한 불확실성을 줄이는 등의 방법을 통해 이루어진다.
2. 국가 간 협력 강화: 국가들은 조세 조약 남용에 대한 정보 공유와 협력을 강화하고, 신속하고 효과적인 조세 조약 위반 사례의 추적과 조치를 취하려고 한다. 이를 위해 국제 조세 조약 기구들과 국가 간의 협력 체계가 구축되어 있다.

조세 조약 남용 방지는 공정한 조세 체계를 유지하고 세금 회피를 방지하기 위한 중요한 노력이다. 이를 통해 국가는 세금 수입을 보호하고 공정한 세금 부담을 확보할 수 있다.

### 고정사업장 성립의 인위적 회피 방지
고정사업장 성립의 인위적 회피 방지는 기업이 고정사업장을 인위적으로 회피하거나 우회하는 행위를 방지하기 위한 조치이다. 고정사업장은 기업이 다른 국가나 지역에 영업 활동을 수행하고, 해당 국가 또는 지역의 법적 요건에 따라 비즈니스 활동을 지속하는 경우의 사업장을 의미한다. 그러나 일부 기업은 고정사업장을 회피하기 위해 다양한 방법을 사용하여 세금 회피나 규제 회피를 시도할 수 있다.
고정사업장 성립의 인위적 회피 방지를 위한 주요 조치는 다음과 같다:
1. 현실적인 사업 활동 기준의 적용: 기업이 고정사업장을 회피하려는 경우, 해당 국가나 지역의 법적 요건을 충족시키기 위해 현실적인 사업 활동 기준을 적용한다. 예를 들어, 단순한 명목상의 사무실이 아닌 실제적인 비즈니스 활동을 요구할 수 있다.
2. 국제적인 규정의 강화: 국제 사회는 고정사업장 회피를 방지하기 위해 국제적인 규정을 강화하고 있다. 예를 들어, OECD의 BEPS 프로젝트를 통해 기업의 이전가격결정, 이익이전 및 고정사업장 성립과 관련된 규정을 강화하고, 인위적 회피를 방지하려고 노력하고 있다.
3. 국가 간 정보 공유 및 협력: 국가 간 정보 공유와 협력은 고정사업장 인위적 회피 방지에 중요한 역할을 한다. 국가들은 정보를 교환하고, 이를 통해 회피 행위를 파악하고 조치를 취할 수 있다.

고정사업장 성립의 인위적 회피 방지는 공정한 세금 체계를 유지하고 규제 회피를 방지하기 위한 중요한 노력이다. 이를 통해 기업은 법적 요건에 따라 공정한 세금 부담을 하고, 국가는 적절한 세금 수입을 보장할 수 있다.

### 무형 자산
무형 자산은 기업이 보유하고 있는데 실체가 없고 형태가 없는 자산을 말한다. 무형 자산은 기업의 가치를 형성하고 기업의 경쟁력과 수익을 창출하는 중요한 자산으로 여겨진다. 무형 자산은 주로 아래와 같은 형태로 나타난다:
1. 브랜드 및 상표권: 기업의 상표, 로고, 상표명, 브랜드 이미지 등은 무형 자산의 일부로 간주된다. 이는 기업의 고유한 식별 요소로서 고객들에게 특정 제품이나 서비스의 품질과 신뢰성을 보장하는 역할을 한다.
2. 특허와 저작권: 특허와 저작권은 기업이 개발한 기술, 창작물 또는 창작 저작물에 대한 법적 보호를 제공한다. 특허는 새로운 발명이나 기술적인 개선을 보호하며, 저작권은 문학, 예술, 음악, 소프트웨어 등의 창작물에 대한 보호를 제공한다.
3. 소프트웨어와 데이터베이스: 소프트웨어와 데이터베이스는 기업의 정보 시스템과 업무 운영에 중요한 역할을 한다. 기업은 소프트웨어와 데이터베이스를 무형 자산으로 간주하고, 이를 통해 경쟁 우위를 확보하고 비즈니스 프로세스를 지원한다.
4. 영업권: 영업권은 기업이 구축한 고객 관계, 유통망, 판매 채널 등을 포함하는 비즈니스 영역에 대한 권리이다. 영업권은 기업의 경쟁력을 형성하고 지속 가능한 성장을 위한 핵심 자산으로 여겨진다.

무형 자산은 기업의 가치를 증대시키고, 수익을 창출하며, 경쟁 우위를 확보하는 데 중요한 역할을 한다. 기업은 무형 자산의 관리와 보호에 주의를 기울여야 하며, 적절한 가치 평가와 전략적 활용을 통해 이를 극대화할 수 있다.

### 위험과 자본
위험과 자본은 기업의 경영 활동에서 중요한 개념이다. 이 두 요소는 기업이 성공적인 경영을 위해 고려해야 하는 요소로서 상호 연관되어 있다.
위험(Risk)은 불확실한 상황에서 미래 결과의 불확실성이나 손실 발생의 가능성을 의미한다. 경영 활동은 여러 가지 위험 요소에 노출될 수 있으며, 예측할 수 없는 변동성, 시장 변화, 경쟁력 등의 요소로 인해 손실이 발생할 수 있다. 기업은 위험을 인식하고 평가한 후 적절한 대응 전략을 구축해야 한다. 위험 관리는 위험을 최소화하거나 효과적으로 관리하여 기업의 안정성과 지속 가능성을 확보하는 과정을 의미한다.
자본(Capital)은 기업이 보유하고 있는 자금과 재화의 총량을 나타낸다. 자본은 기업의 경영 활동을 지원하고 성장을 추구하는 데 필수적인 요소이다. 기업은 자본을 활용하여 사업을 시작하고 운영하며, 투자와 확장을 위한 자금을 확보한다. 자본은 기업의 재무 건강성, 성과, 성장 가능성을 평가하는 데 중요한 지표이다.
위험과 자본은 경영 활동에서 상호적으로 작용한다. 기업은 자본을 위험에 노출시키고, 이를 통해 수익을 창출하려고 시도한다. 동시에 기업은 위험을 관리하고 제어하여 자본을 보호하고 수익을 극대화하려고 한다. 위험과 자본 간의 균형을 유지하고 관리하는 것이 기업의 재무 건강성과 경영 성과에 영향을 미친다.
기업은 경영 전략을 통해 위험을 평가하고 관리하는 동시에 자본을 효과적으로 활용하여 성장과 수익 창출을 추구해야 한다. 위험과 자본의 관리는 기업의 경쟁력과 장기적인 성공을 위한 중요한 요소이다.

### 기타 고위험 거래들
"기타 고위험 거래들"이라는 표현은 보통 위험 요소가 높거나 민감한 성격을 가진 거래를 가리킨다. 이는 다양한 상황과 분야에서 다른 의미를 갖을 수 있으며, 일반적으로는 다음과 같은 예시를 들 수 있다:
1. 파생상품 거래: 파생상품은 주가, 환율, 이자율 등과 같은 기초 자산에 연동된 금융 상품을 말한다. 파생상품 거래는 가격 변동성이 높고 민감하며, 높은 수익 기회와 함께 큰 손실 위험도 내포하고 있다.
2. 고객 신용 위험 관련 거래: 기업이 고객에게 대출을 제공하거나 상업 신용을 공급하는 경우, 고객의 신용 상태와 상환 능력을 평가해야 한다. 이는 대출 불이행이나 채권 손실의 위험을 내포하며, 기업은 신용 위험을 감소시키기 위해 적절한 대출 평가와 신용 리스크 관리를 수행해야 한다.
3. 투자 거래: 주식, 채권, 부동산 등의 투자 거래는 수익을 추구하기 위해 시장의 변동성과 리스크를 감수해야 한다. 투자에 따른 손실 위험은 시장 변동성, 경제 상황, 정치적 요인 등에 영향을 받으며, 투자자는 이를 고려하여 포트폴리오를 다각화하고 투자 위험을 분산시키는 전략을 사용한다.
4. 해외 거래: 해외 시장에서의 거래는 다양한 위험 요소를 내포하고 있다. 통화 변동성, 외환 리스크, 정치적 불안정성, 규제 차이 등은 해외 거래의 위험을 증가시키는 요소로 작용할 수 있다. 기업은 이러한 위험을 평가하고 관리하여 해외 거래에서의 성공을 도모해야 한다.

이러한 "기타 고위험 거래들"은 전문적인 지식과 경험을 요구하며, 적절한 위험 관리 전략과 투자 결정이 필요하다. 기업이나 개인이 이러한 거래를 수행할 때는 신중하게 판단하고, 필요한 경우 전문가의 조언을 구하는 것이 중요하다.

### BEPS 데이터 분석
BEPS 데이터 분석은 "Base Erosion and Profit Shifting" (BEPS, 기지횡포 및 이익 이전)의 약자로, 다국적 기업이 이익을 어떻게 이전하고 세금을 회피하는지를 분석하는 과정을 의미한다. BEPS는 세계적으로 이익 이전과 관련된 세금 회피 문제에 대한 국제적인 대응을 위해 OECD(경제협력개발기구)와 G20(주요 20개 국가와 EU) 등이 협력하여 추진하는 프로젝트이다.
BEPS 데이터 분석은 다양한 데이터 소스와 분석 기법을 활용하여 다국적 기업의 이익 이전과 관련된 세금 회피 행위를 식별하고 이해하는 과정을 말한다. 이를 통해 국가 간의 세금 기지횡포를 평가하고 비정상적인 거래를 발견하고 예방하기 위한 정책 개발에 기여한다.
BEPS 데이터 분석은 다양한 세금 관련 데이터를 수집하고 분석하여 다음과 같은 목표를 달성하기 위해 사용된다:
1. 이익 이전 식별: 다국적 기업이 이익을 어떻게 이전하는지 식별하여 세금 회피 행위를 감지한다. 이는 거래 가격 조정, 이익 이전을 위한 인공적인 구조 설정 등의 방법을 통해 이루어질 수 있다.
2. 세금 회피 패턴 탐지: 다국적 기업이 사용하는 세금 회피 패턴을 분석하여 비정상적인 거래를 감지하고 이를 통해 조세 회피를 방지한다. 예를 들어, 인텔렉처얼 프로퍼티(IP) 이전, 인공 지능을 활용한 글로벌 세금 계획 등을 분석할 수 있다.
3. 국가 간 세금 기지횡포 평가: 다양한 국가 간의 세금 기지횡포를 평가하고 세금 회피의 주요 원인을 파악하여 국제 세금 정책 개발에 활용한다. 이를 통해 국가 간의 공정한 세금 분담과 세금 회피 방지를 목표로 한다.

BEPS 데이터 분석은 세금 정책 및 규제 개선을 위해 정부, 국제 기구, 세금 담당 기관 등 다양한 이해관계자에게 중요한 정보와 통찰력을 제공한다. 이를 통해 국가 간의 협력과 투명성을 강화하여 공정한 세금 분배와 경제적 지속가능성을 추구하는 데 기여한다.

### 의무 규칙 공개
"의무 규칙 공개"는 다국적 기업이 자신들의 국제 비즈니스 활동과 세금 지불에 관한 정보를 투명하게 공개하는 원칙을 말한다. 이는 BEPS (기지횡포 및 이익 이전) 프로젝트의 일환으로 개발된 가이드라인 중 하나이다.
의무 규칙 공개는 다국적 기업에게 다음과 같은 내용을 공개하도록 요구한다:
1. 국가별 수익 고지: 다국적 기업은 각 국가에서 얻은 수익과 해당 국가에 지불한 세금을 개별적으로 공개해야 한다. 이를 통해 다국적 기업의 이익 이전과 세금 회피 여부를 판단할 수 있다.
2. 상호 합의 절차: 다국적 기업은 그들이 적용하는 세금 조약과 관련된 상호 합의 절차에 대한 정보를 공개해야 한다. 이는 세금 조약을 남용하지 않고 합법적인 세금 혜택을 받는지 확인하기 위해 중요하다.

의무 규칙 공개의 목적은 다국적 기업의 세금 회피를 방지하고 세금 기지횡포를 감소시키는 데 있다. 이를 통해 정부와 국제 기구가 다국적 기업의 비즈니스 활동을 감시하고 규제할 수 있으며, 공정한 세금 분배와 투명한 비즈니스 환경을 조성할 수 있다. 또한, 국가 간의 세금 협력을 강화하고 국제 세금 회피 문제에 대응할 수 있는 기반을 마련하는 데 기여한다.

### 국가별 보고
"국가별 보고"는 다국적 기업이 자신들의 국제 비즈니스 활동과 관련된 세금 정보를 각 국가의 세금 담당 기관에 제출하는 것을 말한다. 이는 BEPS (기지횡포 및 이익 이전) 프로젝트의 일환으로 개발된 가이드라인 중 하나이다.
국가별 보고는 다국적 기업이 다음과 같은 내용을 각 국가에 보고해야 함을 요구한다:
1. 국가별 수익 및 세금 정보: 다국적 기업은 각 국가에서 얻은 수익과 해당 국가에 지불한 세금, 그리고 조정된 순이익과 조정된 과세 이익 등을 상세하게 보고해야 한다.
2. 사업 구조와 비즈니스 모델 정보: 다국적 기업은 자신들의 사업 구조, 비즈니스 모델, 관련 파생상품 거래, 중요한 관련자들 간의 거래 등에 대한 정보를 제출해야 한다. 이는 다국적 기업의 이익 이전과 관련된 위험과 세금 회피 가능성을 평가하기 위해 중요하다.

국가별 보고의 목적은 국가 간의 세금 회피를 방지하고 세금 기지횡포를 감소시키는 데 있다. 이를 통해 다국적 기업의 국가별 비즈니스 활동과 관련된 세금 정보를 국가 당국이 접수하고 분석함으로써 세금 회피 여부를 감시하고 조세 기지횡포를 식별할 수 있다. 또한, 국가별 보고는 정부와 국제 기구가 세금 회피를 방지하고 세금 수입을 증대시키기 위해 조세 정책을 개발하는 데 도움을 준다.

### 상호 합의 절차
"상호 합의 절차"는 다국적 기업과 관련된 세금 조약의 해석 및 적용에 대한 국가 간의 협의와 합의를 이루는 절차를 말한다. 이는 BEPS (기지횡포 및 이익 이전) 프로젝트의 일환으로 개발된 가이드라인 중 하나이다.
상호 합의 절차는 다음과 같은 단계로 이루어진다:
1. 분쟁 신청: 다국적 기업은 특정 세금 조약에 대한 해석 또는 적용에 관한 분쟁이 발생할 경우 해당 국가의 세금 담당 기관에 분쟁 신청을 제출한다.
2. 상호 합의 요청: 분쟁 신청을 받은 국가는 관련된 국가와 상호 합의를 위해 접촉하고, 상호 합의 절차를 시작하기 위한 요청을 보낸다.
3. 협상 및 합의: 국가 간의 협상이 시작되며, 관련된 세금 담당 기관이 서로의 입장을 교환하고 협의를 진행한다. 이를 통해 세금 조약의 해석과 적용에 대한 합의를 이룰 수 있다.
4. 해결 방안 도출: 협상을 통해 양측이 합의한 해결 방안이 도출되면, 해당 방안을 문서화하고 서면으로 확정한다.
5. 이행 및 시행: 합의된 해결 방안을 기반으로 각 국가는 조세 관련 결정을 내리고 시행한다.

상호 합의 절차의 목적은 국가 간의 세금 분쟁을 조정하고 해결하기 위해 협력과 합의를 도모하는 것이다. 이를 통해 다국적 기업과 국가 간의 세금 관련 분쟁을 원만히 해결하고, 세금 회피와 세금 기지횡포를 방지하기 위한 국제적인 협력을 강화한다. 상호 합의 절차는 국가 간의 대화와 협력을 통해 공정한 세금 분배와 정상적인 비즈니스 환경 조성을 목표로 한다.

### 다자간 협약 기구 체결
다자간 협약 기구 체결은 다수의 국가가 참여하여 다자간 협력을 강화하고 세금 회피를 방지하기 위한 국제적인 구조를 형성하는 것을 말한다.
세계적인 세금 회피와 세금 기지횡포 문제에 대응하기 위해 국제적인 협력이 필요한데, 이를 위해 다양한 형태의 다자간 협약 기구들이 만들어졌다. 이러한 기구들은 다국적 기업의 비즈니스 활동과 관련된 세금 문제에 대해 정보 교류, 협력, 규제, 감독 등을 담당하며, 국가 간의 협력을 강화하고 세금 회피를 방지하는 목적을 가지고 있다.
예를 들면, OECD (경제협력개발기구)의 세금 섹션인 OECD 세금 센터는 BEPS (기지횡포 및 이익 이전) 프로젝트를 주도하여 다국적 기업의 세금 회피 문제를 해결하고 정상적인 세금 지불을 촉진하기 위해 다수의 국가와 협력한다. 또한, 세계무역기구(WTO), 국제통화기금(IMF), 세계은행 등 국제 기구들도 세금 관련 문제에 대한 다자간 협력을 위해 노력하고 있다.
다자간 협약 기구 체결은 국가 간의 협력과 투명성을 강화하여 세계적인 세금 문제에 대응하고, 공정한 세금 분배와 경제적 지속가능성을 추구하는 데 기여한다. 이러한 기구들은 세계적인 세금 체계의 효율성과 공정성을 개선하고, 국가 간의 세금 협력을 강화하여 경제적인 불균형과 불공정한 세금 회피를 줄이는 데 중요한 역할을 한다.

## 디지털세 반대의견
하지만 이러한 디지털세 도입에 반대하는 입장을 가진 국가들이 있는데, 그 국가들은 어떤 국가들이며 왜 반대를 할까?
다국적기업이 자회사를 설립하는 국가(조세피난처)에는 여러 국가들이 있는데, 그 중에는 개발도상국들과 같은 지적 재산 보호가 약한 국가들이 있다.
이들은 디지털세에 도입에 반대하는 입장을 보이는데, 이들의 입장에선 다국적기업의 자회사가 본인의 국가에서 활동하는 것이 해당 산업에서 자국이 주도권을 유지하는데에 큰 도움을 주고, 다국적기업들이 이윤을 자회사에 넘김에 따라 들어오는 더 많은 법인세를 얻기 위함이다. 이를 인지한 OECD 및 G20에선 개발도상국들을 위한 여러가지 방안을 마련하고 있다.